# Campotéjar Baja
Campotéjar Baja es una localidad y pedanía española perteneciente al municipio de Molina de Segura, en la parte occidental de la comarca de la Vega Media del Segura, Región de Murcia. Cerca de esta localidad se encuentran los núcleos de Campotéjar Alta, Archena y Albarda.

## Demografía
Según el Instituto Nacional de Estadística de España, en el año 2019 Campotéjar Baja contaba con 86 habitantes censados, lo que representa el 0,12% de la población total del municipio.

### Evolución de la población
| Gráfica de evolución demográfica de Campotéjar Baja entre 2009 y 2019 |
|                                                                       |
| Datos según el nomenclátor publicado por el INE.                      |

## Comunicaciones

### Carreteras
Las principales vías de comunicación que transcurren junto a esta localidad son:
| Identificador | Denominación      | Itinerario           |
| ------------- | ----------------- | -------------------- |
| A-30          | Autovía de Murcia | Albacete - Cartagena |
| RM-411        | De A-30 a Fortuna | A-30 - Fortuna       |

Algunas distancias entre Campotéjar Baja y otras ciudades:
| Ciudades         | Distancia (km) |
| ---------------- | -------------- |
| Molina de Segura | 10             |
| Murcia           | 20             |
| Alicante         | 88             |
| Albacete         | 126            |
| Almería          | 230            |
| Granada          | 291            |